# بازی قاتل
بازی قاتل (به انگلیسی: The Killer's Game) یک فیلم اکشن کمدی و دلهره‌آور آمریکایی به کارگردانی جی. جی. پری است که بر اساس رمانی به همین نام نوشته جی بونانسینگا ساخته شده‌است.

## داستان
یک قاتل کهنه‌کار جهان که به خودش ضربه زده‌است، پس از اینکه متوجه می‌شود که دوست دخترش از او باردار است، دلیل جدیدی برای زندگی پیدا می‌کند و …

## بازیگران
- دیو باتیستا در نقش جو فلود
- بن کینگزلی در نقش زوی
- صوفیا بوتله در نقش ذرت
- تری کروس در نقش لاودال
- پام کلمنتیف در نقش ماریانا
- اسکات ادکینز در نقش آنگِس مکنزی
- درو مکینتایر در نقش روری مکنزی
- دنیل برنهارت در نقش رادوان
- لی هون در نقش گویانگ
- مارکو زارور در نقش بوتاس

## تولید
فیلمبرداری در ژوئیه ۲۰۲۳ در بوداپست آغاز شد.

## انتشار
بازی قاتل در ۱۳ سپتامبر ۲۰۲۴ در ایالات متحده منتشر شد. این فیلم قرار است در ۴ اکتبر ۲۰۲۴ به صورت ویدئو به‌درخواست منتشر شود.